# Ribaute-les-Tavernes
Ribaute-les-Tavernes este o comună în departamentul Gard din sudul Franței. În 2009 avea o populație de 1.740 de locuitori.

## Evoluția populației
| An        | 1975  | 1982  | 1990  | 1999  | 2006  | 2009  |
| --------- | ----- | ----- | ----- | ----- | ----- | ----- |
| Populație | 1.011 | 1.076 | 1.136 | 1.258 | 1.558 | 1.740 |